# Ox (cómic)
Ox es el alias de supervillanos ficticios que aparecen en los cómics estadounidenses publicados por Marvel Comics. Ox es originalmente uno de los Enforcers, que generalmente trabaja para Kingpin, Mister Fear o Hammerhead.

## Historial de publicaciones
La encarnación de Ox de Raymond Bloch apareció por primera vez en The Amazing Spider-Man # 10 (marzo de 1964), y fue creada por Stan Lee y Steve Ditko. El personaje aparece posteriormente en The Amazing Spider-Man # 14 (julio de 1964), # 19 (diciembre de 1964), The Amazing Spider-Man Annual # 1 (1964), Daredevil # 15 (abril de 1966) y # 86 (abril de 1972)
La encarnación de Ox de Ronald Bloch apareció por primera vez en The Spectacular Spider-Man # 19-20 (junio-julio de 1978), y fue creada por Bill Mantlo y Sal Buscema. Este personaje aparece posteriormente en Dazzler # 7-8 (octubre-septiembre de 1981), Marvel Team-Up # 138 (febrero de 1984), Tales of the Marvels: Inner Demons # 1 (1996), She-Hulk # 1 (diciembre de 2005), Thunderbolts # 104 (septiembre de 2006), Civil War: Thunderbolts - Swimming With Sharks # 1 (enero de 2007), Daredevil # 99-100 (septiembre-octubre de 2007), World War Hulk: Gamma Corps # 2 (octubre de 2007), Daredevil # 102-105 (enero-abril de 2008), y The Amazing Spider-Man # 552-553 (abril-mayo de 2008), y # 562-563 (agosto de 2008).
Ox apareció como parte de la entrada "Enforcers" en el Manual Oficial de Marvel Universe Deluxe Edition # 4.

## Biografía del personaje ficticio

### Raymond Bloch
No se sabe nada sobre la historia de Raymond Bloch antes de fundar Enforcers junto a Fancy Dan y Montana, a pesar de que nació en Seaside Heights, Nueva Jersey. Ox es un hombre fuerte fornido que posee una fuerza sobrehumana.
Ox eventualmente cae bajo el control de Mister Fear, quien lo asocia con Anguila como The Fellowship of Fear, ya que es liberado antes que los otros Enforcers. El miedo intenta usar a sus secuaces cautivados para destruir a Daredevil, pero los tres son derrotados.
Ox sufrió una intoxicación por radiación durante sus maquinaciones criminales. Él sale de prisión con el científico solitario Dr. Karl Stragg usando un dispositivo de transferencia mental para "intercambiar cuerpos" con el villano, ansiando el control de la fuerza de Ox. Ox muere en combate con Daredevil cuando cayó muerto.
Mientras tanto, el Ox original buscó construir una nueva vida en el cuerpo del científico. Sin embargo, esta esperanza de redención es efímera. Mientras actúa como sujeto de prueba de isótopos radiactivos, el cuerpo del científico muta en un duplicado inestable del marco original de Ox. Ox sufre un alboroto y pronto sucumbe a los efectos letales de la radiación. Él explota en batalla con Daredevil.
Luego se revela que Ox sobrevivió después de ser encontrado cerca de la muerte en un callejón por los secuaces de Kingpin y revitalizado por Kingpin. Tras su revitalización, Kingpin más tarde hace que Ox se reúna con Fancy Dan y Montana y reanude su papel con los Enforcers.
Durante la historia de la Era Heroica, Ox es visto como un recluso en La Balsa.
Como parte del evento All-New, All-Different Marvel, Ox estaba robando una tienda sin resistencia hasta que se encuentra con Miles Morales que logra usar su Venom Blast en él. Ox es transportado a la prisión de supervillanos llamada The Cellar (que solía ser la Isla Ryker hasta que fue reconstruida por Regent's Empire Unlimited) y colocada en un tubo especial por el sirviente de Regent, Dr. Shannon Stillwell junto a Walrus. Cuando Ox le pregunta a Shannon Stillwell cómo se supone que viven en estos tubos, Shannon declara que no lo harán y los tubos se inundan, lo que supuestamente mata a Ox y Walrus.
Ox aparece más tarde como miembro de Hateful Hexad junto a Bearboarguy, Gibbon, Calamar, Enjambre y Conejo Blanco. Durante la lucha desastrosa de Hateful Hexad contra Spider-Man y Deadpool, Itsy Bitsy estrella la batalla con tres espadas.
Durante la historia de Dead No More: The Clone Conspiracy, Ox es uno de los villanos clonados por Chacal y su compañía New U Technologies.

### Ronald Bloch
Ronald Bloch es el hermano gemelo de Raymond Bloch. Se convierte en el segundo Ox y se empareja con los Enforcers restantes después de la aparente muerte de su hermano gemelo. Los comentarios y las acciones tomadas por este personaje sugieren que puede ser, de hecho, una de las dos versiones del original, de alguna manera haber sobrevivido a sus batallas con Daredevil. 
Más tarde, Ox fue visto trabajando duro para varias figuras del hampa, como el actual Mister Fear, Kingpin y Maggia. Al cobrar una deuda de juego en nombre del delincuente 'Fat Teddy', se enfrenta a Spider-Man. El héroe detiene el asalto, pero luego experimenta la ilusión de que Ox es el villano más poderoso y más fuerte, Morlun. Spider-Man, ya afligido por la enfermedad y la creencia de estar condenado a morir, golpea a Ox hasta que es detenido por un Daredevil enfurecido. Ox se queda en un charco de sangre y Daredevil se asegura de que el hombre reciba atención médica.
Durante el evento de Civil War, Ox es arrestado por el Barón Zemo y se ve obligado a unirse al equipo de Thunderbolts de Zemo o ir a la cárcel. Ox elige unirse. Él y sus compañeros villanos Rey Cobra y Unicornio atacan al miembro de Thunderbolts, Espadachín como parte de una misión de entrenamiento. Los tres son rápidamente derrotados.
Más tarde, Ox y los otros Enforcers volvieron a trabajar juntos para Mister Fear, lo que los enfrentó directamente contra Daredevil. Después del arresto de Mister Fear, los Enforcers son aceptados por la organización de Capucha. 
Después de los eventos de Spider-Man: Brand New Day, Ox y los Enforcers son patrocinadores en el Bar sin nombre. Toman apuestas con una persona que se hace llamar "The Bookie" sobre si Spider-Man se presentará a la batalla "Basher" (un villano desconocido que afirmó haber luchado contra el héroe en el pasado) en la pelea de transmisión en YouTube. Spider-Man aparece, pero se revela como falso cuando llega el verdadero Spider-Man. Los Enforcers deciden vengarse por el engaño de The Bookie, capturarlo. El padre de Bookie llama a Spider-Man para que lo ayude, y él acepta ayudar. Spider-Man vence a Fancy Dan y Montana, y salva a Ox de ser aplastado por una montaña rusa que cae. Agradecido por el rescate, Ox acuerda venir discretamente.

## Poderes y habilidades
Ambas versiones de Ox poseen una fuerza tremenda (posiblemente sobrehumana) y resistencia a las lesiones.

## Otros personajes llamados "Ox"
tro personaje con el nombre de Ox apareció en Alpha Flight vol. 1 # 66 como miembro de China Force. Nada ha sido revelado sobre los orígenes de este villano. Él, junto con otros agentes sobrehumanos, formaron la Fuerza de China, el equipo oficial sobrehumano de China. El equipo estaba destinado a ser la primera línea de defensa de China contra los numerosos súper humanos de los EE. UU. y la URSS. Sin embargo, China Force vio pocas acciones y se separó en circunstancias inexplicables. El grupo fue luego reformado y enviado para recuperar el Dragón de Jade de Canadá. Este Ox ha mejorado la fuerza, la agilidad, la resistencia y usa una armadura que le proporciona cierta protección contra el ataque físico.

## Otras versiones

### Tierra-001
Durante la historia de Spider-Verse, la versión de Tierra-001 de Ox aparece como miembro de los Sabuesos de Verna. Fue asesinado por Assassin Spider-Man, Superior Spider-Man y Spider-Punk.

### Tierra X
En el universo de la Tierra X, Ox había mutado a tener la forma de un buey humanoide (algo similar a un minotauro). Él y sus compañeros Ejecutores serían contratados como protectores del presidente Norman Osborn. Sin embargo, Ox y los otros Enforcers se convertirían en esclavos de Red Skull cuando invadiera Nueva York. Serían parte del ejército de Red Skull que lucha contra el Capitán América y los héroes que reunió de todo el mundo para detener la conquista del mundo de Red Skull. El paradero de Ox después de la muerte de Red Skull sigue sin revelarse.

### House of M
En la serie House of M, Ox es uno de los amigos de Rhino que lo ayudó a atacar y detener al Duende Verde por arruinar la mejor oportunidad de una buena vida que Rhino haya tenido.

### Marvel Noir
En la serie Marvel Noir, Ox y el otro Enforcer son músculos para Norman Osborn.

### Ultimate Marvel
La versión de Ultimate Marvel de Ox es Bruno Sánchez, un afroamericano calvo excepcionalmente alto y fuerte, que trabajó para Kingpin hasta que fue arrestado. Tras la liberación de Kingpin de la cárcel, Ox fue recontratado. Una vez en la cárcel, Ox reveló que no era tan malvado, solo estaba equivocado.

## En otros medios

### Televisión
- La versión de Raymond Bloch de Ox apareció en la serie de televisión de 1967, Spider-Man. Representado como estúpido y codicioso, él y Cowboy fueron contratados para robar planos para el Plotter.
- La versión de Raymond Bloch de Ox apareció en The Spectacular Spider-Man, con la voz de Clancy Brown (piloto) y Danny Trejo (episodios posteriores). Esta versión es un gran hombre latino con un bigote negro en el manubrio, y un miembro de los Enforcers junto con Montana y Fancy Dan contratados por el Big Man. En el episodio piloto, Spider-Man tira de su bigote de las correas. Spider-Man luego lo deja suspendido de un edificio alto, con una fina capa de tela envuelta alrededor de sus puños, recomendando sardónicamente que él 'no recomendaría' romperlo, aunque fácilmente puede hacerlo. En el episodio "Group Therapy", Ox y otros villanos escapan de la Isla Ryker. Él y Fancy Dan escapan en el helicóptero de Hammerhead mientras Montana se une a los otros villanos como grupo contra Spider-Man. En el episodio "Causa probable", Ox recibe un traje de poder que aumenta su fuerza gracias al Tinkerer. A pesar de que mantiene su nombre original, Ox se une a sus compañeros de equipo, Shocker y Ricochet como los Nuevos Ejecutores para organizar varios robos mientras lucha también contra Spider-Man en el camino. Al final, todos son capturados y arrestados. En el episodio "Opening Night", Ox aparece como uno de los internos en la Bóveda cuando Spider-Man prueba el sistema de seguridad. Cuando los reclusos son liberados por el Duende Verde, Ox ayuda a Silvermane a derrotar a Spider-Man. Parece que rompe la cuarta pared debido al hecho de que estaba tarareando la canción. Sus compañeros lo miran y él responde "Es pegadizo".
- La versión de Raymond Bloch de Ox aparece en el episodio de Ultimate Spider-Man: Web Warriors "Pesadilla en las Fiestas", con la voz de Mark Hamill.